# Epitrix hirtipennis
Epitrix hirtipennis är en skalbaggsart som först beskrevs av F. E. Melsheimer 1847.  Epitrix hirtipennis ingår i släktet Epitrix och familjen bladbaggar. Inga underarter finns listade i Catalogue of Life.